# Leatherface: Texas Chainsaw Massacre III
Leatherface: Texas Chainsaw Massacre III (pt: O Assassino da Motosserra ou Massacre no Texas 3) (br: Leatherface - O Massacre da Serra Elétrica 3)
é um filme de 1990 realizado por Jeff Burr.

## Sinopse
Um apaixonado casal de estudantes está viajando pelos Estados Unidos de costa em costa, mas acaba saindo da rodovia principal e cai direto em uma estrada deserta justamente no estado do Texas. Perfeitamente apanhados na armadilha, eles começam a ser caçados pelo ameaçador Leatherface e sua família psicótica, um bizarro clã com sangue nas mãos e um estranho gosto por carne humana na hora do jantar. Sua única chance de escapar está no imenso arsenal de um caçador com poder de fogo pra explodir o serial killer de uma vez por todas de volta para o inferno.

## Elenco Principal
- Kate Hodge...  Michelle
- Ken Foree ...  Benny
- R.A. Mihailoff ...  Leatherface 'Junior' Sawyer
- William Butler ...  Ryan
- Viggo Mortensen ...  Eddie 'Tex' Sawyer
- Joe Unger ...  Tinker Sawyer
- Tom Everett ...  Alfredo Sawyer
- Miriam Byrd-Nethery ...  Mama Sawyer
- Jennifer Banko ...  Leatherface's Daughter
- David Cloud ...  Scott
- Beth DePatie ...  Gina
- Toni Hudson ...  Sara
- Michael Shamus Wiles ...  Checkpoint Officer
- Ron Brooks ...  TV Newsman
- Duane Whitaker ...  Ken 'Kim'

## Trilha Sonora
"Leatherface" (Lääz Rockit) - 4:10
"Bored" (Death Angel) - 3:27
"When Worlds Collide" (Wrath) - 5:42
"Spark In My Heart" (Hurricane) - 4:56
"Power" (SGM) - 4:05
"One Nation" (Sacred Reich) - 3:20
"Monster Mash" (Utter Lunacy) - 5:31
"The Gift Of Death" (Wasted Youth) - 8:50
"Methods Of Madness" (Obsession) - 3:24
"Psychotic Killing Machine" (MX Machine) - 3:22